# Multiclavula constans
Multiclavula constans é uma espécie de fungo pertencente à família Clavulinaceae.